# Okryu-Brücke
Die Okryu-Brücke ist eine Straßenbrücke in der nordkoreanischen Hauptstadt Pjöngjang. Sie verbindet den Stadtbezirk Chung-guyŏk über die Jongo-Kreuzung mit dem Bezirk Taedonggang-guyŏk in Ost-Pjöngjang, wo sie auf die Tongdaewon-Straße führt, und ist eine der sechs Brücken, die in Pjöngjang über den Taedong-gang führen.
Die vierspurige Balkenbrücke wurde von 1959 bis 1960 gebaut und am 13. August 1960 für den Straßenverkehr freigegeben. Sie hat eine Länge von 700 Metern und eine Breite von 28,50 Metern. Bei der Konstruktion handelt es sich um eine Kastenträgerbrücke aus Spannbeton.
Die Marke einer Briefmarkenserie aus dem Jahr 1990 zeigt ein Gemälde der Okryu-Brücke.